# ぶっぷな毎日
『ぶっぷな毎日』（ぶっぷなまいにち）は、シンガー・ソングライターの槇原敬之が家族同然に暮らしている犬と猫をモチーフにした11匹の個性豊かなキャラクターが登場するショートアニメーション。
2017年3月から2018年3月にかけて関西テレビ『ミュージャック』枠内にて放送されていた。またTOKYO MXでも『ニャンだ?フル テレビ』内にて3月25日より放送。
ナレーション（ご主人様）の冒頭の「はてさて、今日のぶっぷは?」で始まり、「おやすみ、ぶっぷ」で閉めるのが作品フォーマットになっている。

## あらすじ
ピアノが上手で、どうやら音楽関係の仕事をしているらしいご主人様と、平和に暮らす10匹のワンちゃんたち。そこに、1匹の猫が仲間入りしたその日から、彼らの何でもない毎日があわただしくなって…。
ご主人様のおひざで寝られる権利をかけて争いが勃発!?　ときに熱く語り合ったり、ときにくだらないことで言い争ったり。日常のドタバタ劇から、ちょっと感動する話、シュールなネタまで、バラエティーに富んだストーリーを展開する。

## キャスト
- ドラ - 南條愛乃
- ゆんぼ - 飯田里穂
- ケンタ - 津久井彩文
- ナレーション、ご主人様 - 槇原敬之
- ジュニア - 高橋みなみ
- チャーリー - 上原あかり
- ボク - 会沢紗弥
- ベビちゃん - 國分絢一郎
- ダイアナ - 篠原遥
- デビット - 井田真仁
- マーガレット - 伊藤雅乃
- リオ - うさこ

## スタッフ
- 監督・脚本 - 尾中たけし
- 音響制作 - スペルバウンド
- 音響監督 - 鹿志村聡
- アニメーション制作 - 勝鬨スタジオ
- 制作協力 - ワーズアンドミュージック
- 製作 - 関西テレビ放送、MMDGP、アスミック・エース、フタバ[2]

## 主題歌
エンディングテーマ「No.1」
作詞・作曲：槇原敬之 / 歌：ドラ（南條愛乃）・ケンタ（津久井彩文）・ゆんぼ（飯田里穂）

## 各話リスト
| 話数 | サブタイトル                   |
| ---- | ------------------------------ |
| 1    | おひざ争奪戦の巻               |
| 2    | 大事な話の巻                   |
| 3    | ご主人様のお仕事の巻           |
| 4    | 変なものの巻                   |
| 5    | チャーリーかく語りきの巻       |
| 6    | いい匂いの巻                   |
| 7    | 優雅な午後の巻                 |
| 8    | 嫌がってる？の巻               |
| 9    | 明るいベビちゃん一家の巻       |
| 10   | 屋根の上からの巻               |
| 11   | ジュニアとゆんぼの巻           |
| 12   | 許す？許さない？の巻           |
| 13   | 気にしないでの巻               |
| 14   | ボクに訊けの巻                 |
| 15   | 好きなタイプの巻               |
| 16   | チャーリーかく語りき②の巻      |
| 17   | くるくるくるの巻               |
| 18   | 流しましょうの巻               |
| 19   | 明るいベビちゃん一家②の巻      |
| 20   | 屋根の上から②の巻              |
| 21   | リオは寝てばかりの巻           |
| 22   | 犯人は誰だ？の巻               |
| 23   | ケンタの骨の巻                 |
| 24   | 趣味を持ちたいの巻             |
| 25   | チャーリーかく語りき③の巻      |
| 26   | 招かれざる客の巻               |
| 27   | リオは寝てばかり②の巻          |
| 28   | 大きさ対決の巻                 |
| 29   | ボクに訊け②の巻                |
| 30   | 将棋ブームの巻                 |
| 31   | よしよしよしよしの巻           |
| 32   | ごめんなさいが言えなくての巻   |
| 33   | 明るいベビちゃん一家③の巻      |
| 34   | 雨の日の巻                     |
| 35   | 使い道はいろいろの巻           |
| 36   | 屋根の上から③の巻              |
| 37   | ヒーローになりたいの巻         |
| 38   | ぐうの音の巻                   |
| 39   | 猫のきもちの巻                 |
| 40   | いたずらしちゃおの巻           |
| 41   | 罠の巻                         |
| 42   | ジュニアのエリザベスカラーの巻 |
| 43   | 何があったの？の巻             |
| 44   | ねこじゃらしの巻               |
| 45   | 分かったからの巻               |
| 46   | そっぽの巻                     |
| 47   | 寝坊した？の巻                 |
| 48   | あの話をしようの巻             |
| 49   | 屋根の上から④の巻              |
| 50   | 招かれざらないの巻             |